# جیمز و الیور فلپس
 جیمز و الیور فلپس (انگلیسی: James and Oliver Phelps؛ زادهٔ ۲۵ فوریهٔ ۱۹۸۶) دو هنرپیشه دوقلو اهل بریتانیا هستند. آنها از سال ۲۰۰۱ میلادی تاکنون مشغول فعالیت بوده‌اند.
از فیلم‌ها یا برنامه‌های تلویزیونی که آنها در آن نقش داشته اند می‌توان به مجموعه های فیلم هری پاتر و فیلم پادشاهی یا کینگدوم اشاره کرد.